# Hellmut Kalbitzer
Hellmut Kalbitzer (* 17. November 1913 in Hamburg; † 4. Februar 2006 ebenda) war ein deutscher Politiker der SPD und Widerstandskämpfer gegen den Nationalsozialismus.

## Leben und Beruf
Hellmut Kalbitzer wurde 1913 als Sohn eines Hamburger Zigarrenfabrikanten geboren. Nach dem Abitur an der Lichtwarkschule absolvierte er eine Lehre als Industriekaufmann (Zigarrenkaufmann) in Elbing. Er arbeitete im Betrieb seines Vaters und pflegte auf Geschäftsreisen die Kontakte zu politisch Gleichgesinnten. Seit 1934 stand Kalbitzer als Mitglied einer Hamburger Gruppe des Internationalen Sozialistischen Kampfbundes (ISK) im Widerstand gegen den Nationalsozialismus. 1936 wurde er von der Gestapo verhaftet und wegen „Vorbereitung zum Hochverrat“ zwei Jahre im Konzentrationslager Fuhlsbüttel inhaftiert. Nach seiner Freilassung betätigte er sich im Widerstand: Wir haben allerdings der Versuchung widerstanden, uns den fremden militärischen Geheimdiensten zur Verfügung zu stellen.
1945 war Kalbitzer zunächst an der Gründung der Sozialistischen Freien Gewerkschaft (SFG) beteiligt und wurde zu einem von fünf Mitgliedern des geschäftsführenden Vorstandes gewählt, nach der Auflösung der SFG beteiligte er sich am Aufbau des DGB in Hamburg.  1954 gründete er mit ehemaligen sozialdemokratischen Widerstandskämpfern die Neue Gesellschaft in Hamburg. Später war er als Entwicklungshelfer in Kenia engagiert. Hellmut Kalbitzer war verheiratet mit der Bürgerschaftsabgeordneten Emmi Kalbitzer und hatte drei Kinder.
Hellmut und Emmi Kalbitzer wurden auf dem Blankeneser Friedhof beigesetzt, Grablage: Quartier K Nr. 106–107.

## Partei
Schon als junger Mann wurde Kalbitzer Mitglied des Internationalen Sozialistischen Kampfbundes (ISK). Nach dem Ende des Zweiten Weltkrieges war er zunächst in Gespräche zur Gründung einer vereinigten sozialistischen Partei gemeinsam mit der KPD involviert und nach der Auflösung des ISK im Herbst 1945 mit seiner Frau wesentlich an der Wiederbegründung der SPD in Hamburg beteiligt. Er gehörte viele Jahre lang dem SPD-Landesvorstand in der Hansestadt an. Auch beim Wiederaufbau der deutschlandweiten SPD unter Kurt Schumacher betätigte er sich.

## Abgeordneter
Kalbitzer war 1948/49, von 1966 bis 1970 und von 1978 bis 1982 Mitglied der Hamburgischen Bürgerschaft. Er gehörte seit der ersten Wahl 1949 bis 1965 dem Deutschen Bundestag an, in den er 1949 und 1953 über die Landesliste, danach im Wahlkreis Hamburg I direkt gewählt wurde. Kalbitzer engagierte sich im Parlament vor allem für die Entwicklungspolitik. Bei den Haushaltsberatungen für 1956 gelang es ihm, gemeinsam mit dem CDU-Abgeordneten Paul Leverkuehn, den Haushaltsansatz zur „Förderung wirtschaftlich unterentwickelter Länder“ von 3,5 auf 50 Millionen DM zu erhöhen.
Vom 27. Februar 1958 bis zum 22. Januar 1964 war er auch Mitglied des Europaparlaments, dessen Vizepräsident er von März 1958 bis März 1962 war.

## Veröffentlichungen
- Entwicklungsländer und Weltmächte. Europäische Verlags-Anstalt, 1961
- Widerstehen oder Mitmachen. Eigensinnige Ansichten und sehr persönliche Erinnerungen. VSA-Verlag, Hamburg 1987, ISBN 3-87975-438-1.